# 丘瑜
丘瑜（？—1644年），字德如，號鞠懷，湖廣襄陽府宜城縣人，明朝政治人物。

## 生平
萬曆四十三年（1615年）乙卯科湖廣鄉試舉人，天啟五年（1625年）乙丑科三甲第一百八十一名進士。改庶吉士，授翰林院檢討，崇禎八年（1635年）升右春坊右諭德，十四年（1641年）升詹事府少詹事，十五年（1642年）升禮部左侍郎，十七年（1644年）正月以本官兼東閣大學士，與范景文同入內閣，同年三月李自成攻陷京師，與戶兵二部尚書兼文淵閣大學士方岳貢同被俘，囚禁在劉宗敏居所受拷掠，有松江府商人為二人繳付千金，四月初一日獲釋，四月十二日李自成殺害吏部尚書兼建極殿大學士陳演等，命監守者殺害二人，監守者準備繩索，二人均自縊而亡。

## 家族
祖父丘淳。
父丘民忠，崇禎十五年（1642年）李自成攻陷宜城時罵賊後自縊而亡。
長子丘之敦，明亡後流寓湖州府，順治年間為貢生。
次子丘之陶，崇禎十五年（1642年）李自成攻陷宜城後被羅汝才擒獲，獲李自成任用守襄陽府，暗通督師孫傳庭，事泄受剮刑而亡。